# Cerdido
Cerdido és un municipi de la província de la Corunya a Galícia. Pertany a la Comarca do Ortegal. Limita al nord amb Cedeira, a l'est amb Ortigueira, al sud amb As Somozas i Moeche; i a l'oest amb Valdoviño.
| 3.060 | 3.350 | 3.696 | 2.195 | 1.558 |
| Fonts: INE i IGE (Els criteris de registre censal variaren i les dades de l'INE i de l'IGE poden no coincidir.) |       |       |       |       |

## Parròquies
- A Barqueira (Santo Antonio)
- Os Casás (San Xoán)
- Cerdido (San Martiño)